# Goce Sedloski
Goce Sedloski, makedonski nogometaš in trener, * 10. april 1974.
Za makedonsko reprezentanco je odigral 100 uradnih tekem in dosegel osem golov.